# سحابی‌های تابان
دو نوع سحابی تابان وجود دارد: نشری و بازتابی، که هر دو با تولد ستاره ارتباط دارند. گازهای سحابی نشری عمدتاً در بخش قرمز یا سبز طیف می‌تابند، زیرا با حرارت ستارگان جوان گرم درون سحابی گرم شده‌اند. غبار سحابی، نور ستارگان جوان داخل و اطراف سحابی بازتابی را پراکنده می‌کند.
دو نوع سحابی تابان دیگر نیز وجود دارند: بقایای ابر نواختری و سحابی‌های سیاره‌ای. هر دو اینها از مواد دفع شده ستارگان در حال مرگ تشکیل شده‌اند.